# ロビー・ベンソン
ロビー・ベンソン（Robby Benson, 本名: Robin David Segal, 1956年1月21日 - ）は、アメリカ合衆国の俳優、テレビドラマの監督、教育者。

## 略歴

### 生い立ち
ユダヤ系の両親、父ジェラルド・チャーリーズ・シーガルと母アン・ベンソンのあいだにダラスで生まれる。姉シェリル・シーガルは、ランドリー・バイ・シェリル・シーガルのブランド名で知られるファッションデザイナーである。

### キャリア
1970年にブロードウェイのミュージカル『The Rothschilds』で俳優デビューを果たし、ソープオペラ『Search for Tomorrow』に出演。その後、映画デビュー作となる『ジョリー 西部の試練』や、1976年の作品『ビリー・ジョー 愛のかけ橋』といった映画に出演すると、これらがティーンの人気を集めて、ときのスターとなった。ジョン・A・ウィリスのスクリーンワールド誌においても「1976年、期待の新人」で挙げられた12人のうちの1人にも選ばれている。またこの頃、『スター・ウォーズ』のルーク・スカイウォーカー役オーディションに挑戦したが結果はマーク・ハミルが役を獲得した。
声優の分野でも活動をしており、その幅を広げるきっかけになった作品はディズニーアニメ映画『美女と野獣』であった。本作でメインキャストの野獣の声をつとめ、また歌唱力の高さをも証明したことで一部の評論家たちから、良い仕事をしておりベンソンの声だと判別がつかなかったと評された。さらに同役ではアクションロールプレイングゲーム『キングダムハーツ』シリーズの参加にもつながっている。
監督としてのキャリアはシットコム『フレンズ』、『サブリナ』、『エレン』などで100以上のエピソードを手がけた実績を持つ。
現在はニューヨーク大学のティッシュ・スクール・オブ・アーツで客員教授をつとめており、それ以前はアパラチア州立大学、サウスカロライナ大学の教壇に立っていた。

### 私生活
1982年に歌手・女優のカーラ・デヴィートと結婚、2人の子供をもうけた。ベンソンは生まれつき心臓に障害を持ち、1984年に心臓弁の手術を余儀なくされ1998年にも再手術を行った。心臓の研究の支援活動・募金活動も精力的に行っており、2004年にはそのためのオフブロードウェイ・ミュージカル『オープン・ハート』で執筆、作詞、作曲、妻カーラとともに出演をつとめた。

### 主な出演作品
- 美女と野獣ディズニーデジタル３D　（2010年　野獣）
- 美女と野獣　ラージ・スクリーン・フォーマット版（2002年　ビースト）
- 美女と野獣　(1991年　ビースト）
- レンタ・コップ（1988年　ピッツ）
- マイ・ハート　マイラブ　（1980年　ジュド・テンプルトン）
- アイス・キャッスル（1979年　ニック）
- ワン・オン・ワン　（1978年　ヘンリー・スティール）
- ビリー・ジョー　愛のかけ橋　(1977年　ビリー）
- ラッキー・レディ（1976年　ビリー・ウェバー）
- ジェレミー（英語版）　(1973年　ジェレミー・ジョーンズ）